# كونسيويلو أدلر
كونسيويلو أدلر (بالإسبانية: Consuelo Adler) هي عارضة فنزويلية، ولدت في 6 أكتوبر 1976 في كاراكاس في فنزويلا.

## وصلات خارجية
- كونسيويلو أدلر على موقع دليل عارضات الأزياء (الإنجليزية)